# Ich möchte kein Mann sein
Ich möchte kein Mann sein ist ein deutscher Stummfilm von Ernst Lubitsch aus dem Jahr 1918.

## Inhalt

### 1. Akt
Ossi lebt mit ihrer Gouvernante bei ihrem Onkel, einem wohlhabenden Kommerzienrat. Sie gibt sich vollkommen undamenhaft, pokert, flirtet mit den Männern, raucht und trinkt. Weder Onkel noch Gouvernante kommen auf Dauer gegen sie an. Als der Onkel wegen einer Firmengründung dringend verreisen muss, denkt Ossi, sie könne nun frei über ihr Leben bestimmen und bummeln gehen. Stattdessen stellt ihr die Gouvernante ihren neuen Vormund Dr. Kersten vor. Dieser gibt sich streng, zwingt Ossi aufzustehen, wenn sie mit ihm redet, und vor ihm einen Knicks zu machen. Auch das Bummeln unterbindet er sofort. Frustriert legt sich Ossi mit dem Ausruf „Warum bin ich nicht als Junge zur Welt gekommen!“ zu Bett.

### 2. Akt
Ossi lässt sich einen Anzug anfertigen und verkleidet sich als Mann. Bereits das Anlegen von Kragen und Fliege frustriert sie jedoch. Ihre Gouvernante erkennt sie nicht und ist von dem „reizenden Kerlchen“ begeistert. In der Straßenbahn wird Ossi von anderen Männern zurechtgewiesen, weil sie einer Frau nicht ihren Platz anbietet. Gleichzeitig beschweren sich die Männer, dass sie so laut jammert, als einer ihr auf die Füße tritt – schließlich sei sie doch ein Mann. Ossi geht zum Mäusepalast, einem Tanzlokal. Hier kämpft sie sich zusammen mit anderen Männern durch den Eingang, um anschließend von den Frauen gejagt zu werden. Sie erkennt ihren Vormund Dr. Kersten mit einer Frau und versucht aus Rache, sie ihm auszuspannen. Während Dr. Kersten noch den vermeintlichen Nebenbuhler zur Rede stellt, hat seine Begleitung sich schon einem anderen Mann zugewandt und Dr. Kersten und Ossi schließen Männerfreundschaft.

### 3. Akt
Sie betrinken sich maßlos und vertauschen auf dem Heimweg ihre Mäntel. Stocktrunken küssen sie sich während der Fahrt mit der Pferdekutsche und schlafen schließlich ein. Der Fahrer sucht in den jeweiligen Mänteln nach der Brieftasche, um zu erfahren, wo er seine Fahrgäste absetzen soll. Dr. Kersten landet deswegen bei Ossis Haus, während Ossi in Dr. Kerstens Bett nächtigt. Am nächsten Morgen sind beide entsetzt. Dr. Kersten wird von Ossis rabiater Gouvernante geweckt, kann sich jedoch unter der Bettdecke verstecken. Ossi bricht in Tränen aus, als sie Dr. Kerstens Diener vor sich sieht, will zu ihrer Gouvernante. In ihrem Haus angekommen, trifft sie auf den gerade flüchtenden Dr. Kersten, der sie jedoch nicht erkennt. Ossi gibt vor, zu ihrer Cousine zu wollen und Dr. Kersten sagt ihr, dass er die Cousine attraktiv findet. Während Ossi sich in ihrem Zimmer ihrer Perücke entledigt, trifft die Gouvernante auf Dr. Kersten. Sie vermutet, dass er gerade erst erschienen ist, und er bittet sie, die richtige Ossi wecken zu dürfen. Erstaunt muss er erkennen, dass der junge Mann, mit dem er in der vergangenen Nacht gezecht hat, in Wirklichkeit Ossi ist. Nachdem Ossi ihn beschimpft hat und er erstaunt darüber ist, dass sie sich – als Frau! – von ihm hat küssen lassen, fallen sich beide in die Arme.

## Produktion
Die Dreharbeiten fanden noch während des Ersten Weltkriegs im Ufa-Union-Atelier Tempelhof bei Berlin statt. Ich möchte kein Mann sein war die achte Zusammenarbeit von Hauptdarstellerin Ossi Oswalda und Regisseur Ernst Lubitsch. Insgesamt drehten beide zwischen 1916 und 1920 zwölf Filme zusammen. Von der Zensur wurde der Film im Juli 1918 mit einem Jugendverbot belegt. Die Uraufführung von Ich möchte kein Mann sein fand am 1. Oktober 1918 in Berlin statt.
Im Jahr 2006 erschien Ich möchte kein Mann sein als einer von fünf Stummfilmen Lubitschs in der Ernst Lubitsch Collection auf DVD. Die digital restaurierte Filmfassung war dabei mit einer Klavierkomposition von Neil Brand unterlegt.

## Kritik
Die zeitgenössische Kritik merkte an, dass man mit hohen Erwartungen ins Kino gehe, wenn ein Lubitsch-Lustspiel auf dem Programm stehe: „Diese Erwartung wurde bei der neuen Ossi-Oswalda-Komödie nicht enttäuscht.“ Im Film sei „sehr, sehr viel Drolliges zu sehen und in den Titeln zu lesen. Das Köstlichste ist natürlich die blonde Ossi in ihrer ‚tragikomischen‘ Hosenrolle. Es gab dann auch starke Lachsalven.“
Andere Kritiker meinten, dass der Stoff des jungen Mädchens, das sich als Junge ausgibt und dadurch in abenteuerliche Situationen gerät, nicht neu sei, es gerade deswegen aber umso bemerkenswerter sei, „wenn es trotzdem den Autoren gelungen ist, das Publikum zu stürmischer Heiterkeit hinzureißen, ja, es zeitweise direkt zum Wiehern zu bringen“. Hervorgehoben wurden die „launigen Titel…, die voll Witz und famoser Situationskomik sind“ und Ossi Oswaldas „sprudelndes Temperament, ihre überschäumende Laune und ihre schelmische Koketterie.“ Während Curt Goetz den Gegenspieler elegant und mit „diskretem Humor“ darstelle, habe Lubitsch mit seiner sorgfältigen, aber auch temperamentvollen Regie „eine ganze Reihe entzückender Bilder gestellt“.
Ich möchte kein Mann sein wurde später als „eine umwerfende berlinerische Komödie, in der das Temperament der Inszenierung völlig identisch wird mit dem Temperament der Komödiantin [Ossi Oswalda]“ bezeichnet.